# Споменици српским жртвама и борцима у Првом светском рату
Списак спомен-костурница, војничких гробља и споменика посвећених жртвама и борцима Србије у Првом светском рату.

## Спомен-костурнице и војничка гробља
| Спомен-костурнице и војничка гробља из Првог светског рата |                                                                |                             | |                                 | |
| Слика                                                      | назив меморијалног комплекса                                   | локација                    | посвећен | аутор/и и година постављања     | напомена                                                                                               |
|                                                            | Старо војничко гробље у Шумарицама                             | Крагујевац                  | Погинулим у српско-турским, балканским и Првом светском рату                                                   |                                 | |
|                                                            | Баирско гробље                                                 | Ваљево                      | Војним и цивилним жртвама епидемије тифуса 1914—1915. и ратних операција                                       |                                 | |
|                                                            | Спомен-гробље из Првог светског рата 1914-1918                 | Ваљево                      | |                                 | |
|                                                            | Крајпуташи из Осонице                                          | Ивањица                     | |                                 | |
|                                                            | Палибрчки крајпуташи                                           | Ивањица                     | Погинулим у српско-турским, балканским и Првом светском рату                                                   |                                 | |
|                                                            | Спомен-костурница у Сурдулици                                  | Сурдулица                   | Жртвама током бугарске окупације                                                                               | 1923.                           | |
|                                                            | Спомен-црква Светог Ђорђа                                      | Ћелије                      | Колубарска битка                                                                                               | 1923-1924.                      | |
|                                                            | Спомен-костурница на Церу                                      | Текериш                     | Церска битка                                                                                                   | архитекта Бојић 1928.           | од 1979. знаменито место од изузетног значаја                                                          |
|                                                            | Војничко гробље у Криваји                                      | Криваја                     | Церска битка                                                                                                   |                                 | Сахрањено 41 српски војник и три аустроугарска                                                         |
|                                                            | Војничко гробље у Ковину                                       | Ковин                       | Битка за Смедерево                                                                                             |                                 | Сахрањено 307 српских војника и 178 припадника немачке и аустроугарске војске и девет непознатих лица  |
|                                                            | Споменик 17. пука                                              | Меховине                    | Погинулим ратницима за време Прве аустроугарске офанзиве и на почетку Церске битке                             |                                 | Споменик су подигли ратници 17. пешадијског пука својим погинулим друговима, на месту где су сахрањени |
|                                                            | Спомен-костурница на Гучеву                                    | Гучево                      | Битка на Дрини (Гучевска битка)                                                                                | В. Тодић 1929.                  | |
|                                                            | Спомен-капела са костурницом                                   | Прњавор                     | Страдали житељи Прњавора                                                                                       |                                 | од 1979. споменик културе од изузетног значаја                                                         |
|                                                            | Црква - спомен костурница Вазнесења Христовог                  | Дубље                       | Погинулим ратницима                                                                                            |                                 | |
|                                                            | Спомен-костурница на Мачковом камену                           | Планина Јагодња, Љубовија   | Битка на Дрини (Битка на Мачковом камену)                                                                      | Момир Коруновић 1926—1930.      | од 1979. споменик културе од изузетног значаја                                                         |
|                                                            | Спомен-гробље на Јагодњи                                       | Планина Јагодња             | Битка на Дрини (Битка на Мачковом камену)                                                                      |                                 | Сахрањено 73 војника 3. пука 2. позива                                                                 |
|                                                            | Спомен-костурница у Младеновцу                                 | Младеновац                  | Колубарска битка (Космајско-Варовничка битка)                                                                  | 1929.                           | |
|                                                            | Спомен-костурница бранилаца Београда 1914—1918.                | Београд                     | Погинулим ратницима                                                                                            | 1931.                           | |
|                                                            | Заједничка гробница ратника 1914-1918.                         | Сомбор                      | Српски и руски заробљеници                                                                                     | 1931.                           | |
|                                                            | Спомен-црква Вазнесења Господњег                               | Крупањ                      | Погинулим ратницима                                                                                            | 1932.                           | |
|                                                            | Спомен-костурница у Аранђеловцу                                | Аранђеловац                 | Погинулим ратницима                                                                                            | 1933-1938.                      | |
|                                                            | Споменик и костурница у порти Саборне цркве у Шапцу            | Шабац                       | Стрељани грађани Шапца                                                                                         | Франо Менегело Динчић 1934.     | |
|                                                            | Спомен костурница погинулим ратницима 1912—1918. године        | Чачак                       | Погинулим ратницима 1912—1918. године                                                                          | 1934.                           | |
|                                                            | Црква - спомен костурница Успења Пресвете Богородице           | Пецка                       | Друга моравска дивизија                                                                                        | 1934.                           | |
|                                                            | Спомен-костурница у Багрдану                                   | Багрдан                     | Погинулим у ратовима 1914—1915. године                                                                         | 1934.                           | |
|                                                            | Спомен-костурница на Белом Камену                              | Космај                      | Колубарска битка (Космајско-Варовничка битка)                                                                  | 1935.                           | |
|                                                            | Споменици на Магарчевом брегу                                  | Сремски Карловци            | Погинулим у Првом и Другом светском рату                                                                       |                                 | |
|                                                            | Спомен костурница у Нишкој тврђави                             | Ниш                         | Топлички устанак                                                                                               |                                 | |
|                                                            | Старо војно гробље на Делијском Вису                           | Ниш                         | Погинулим у балканским и Првом светском рату                                                                   |                                 | |
|                                                            | Црква Светог Јована Богослова                                  | Брезјак                     | Погинулим ратницима                                                                                            |                                 | |
|                                                            | Црква Светог Георгија                                          | Мојковић                    | Погинулим ратницима Моравске дивизије                                                                          |                                 | |
|                                                            | Капела Свете Петке                                             | Београд                     | Браниоцима Београда 1914-1918.                                                                                 | 1937.                           | |
|                                                            | Спомен-црква у Лазаревцу                                       | Лазаревац                   | Колубарска битка                                                                                               | Иван Афанасјевич Рик 1938-1941. | од 1979. споменик културе од изузетног значаја                                                         |
|                                                            | Спомен-парк палим борцима у ослободилачким ратовима 1804-1945. | Књажевац                    | Борцима с подручја Тимочке Крајине који су положили своје животе током ослободилачких ратова у 19. и 20. веку. | Богдан Богдановић 1971.         | |
|                                                            | Црква Светог цара Лазара                                       | Велика Река                 | Битка на Дрини (Битка на Мачковом камену)                                                                      | 1972.                           | |
|                                                            | Спомен костурница у Мајуру                                     | Мајур                       | Погинулим ратницима                                                                                            | Радован Миразовић 1986.         | Посмртни остаци су пренесени са трасе новог обилазног пута 1982. године                                |
|                                                            | Спомен-костурница у Осечини                                    | Осечина                     | Погинулим ратницима на оближњим положајима и жртвама епидемије тифуса                                          | 2006.                           | |
|                                                            | Спомен костурница из Првог светског рата                       | Врање                       | Погинули ослободиоци Врања                                                                                     |                                 | |
|                                                            | Споменик незнаним јунацима                                     | Гложане, општина Власотинце | Погинулим и сахраљеним 49 незнана ратника који су погинули 24. октобра 1915. године бранећи прелаз прко моста. |                                 | |

### Изван граница данашње Србије
| Спомен-костурнице и војничка гробља из Првог светског рата |                                                     |                                     |                                                                                                   |                             |                                                |
| Слика                                                      | назив меморијалног комплекса                        | локација                            | посвећен                                                                                          | аутор/и и година постављања | напомена                                       |
|                                                            | Српско војничко гробље у Мензел Бургиби             | Мензел Бургиба, Тунис               | Српска војска на северу Африке 1916/19                                                            | 1916-1919.                  |                                                |
|                                                            | Српско војничко гробље у Бизерти                    | Бизерта, Тунис                      | Српска војска на северу Африке 1916/19                                                            | 1916-1919.                  |                                                |
|                                                            | Зејтинлик                                           | Солун, Грчка                        | Солунски фронт                                                                                    | 1920.                       |                                                |
|                                                            | Гробље палих бораца код болнице Вертекоп            | Вертекоп, Грчка                     | Солунски фронт                                                                                    |                             |                                                |
|                                                            | Српско војничко гробље у Улму                       | Улм, Немачка                        |                                                                                                   | 1920.                       |                                                |
|                                                            | Српско војничко гробље у Франкфурту                 | Франкфурт, Немачка                  |                                                                                                   | 1920.                       |                                                |
|                                                            | Гробље српских официра и војника у Гредигу          | Гредиг, Аустрија                    |                                                                                                   | 1920.                       |                                                |
|                                                            | Маузолеј југословенских војника                     | Оломоуц, Чешка                      | Преминулим југословенским војницима у војној болници у Оломоуцу                                   | Хуберт Ауст 1926.           |                                                |
|                                                            | Споменик јунацима Прве српске добровољачке дивизије | Меџидија, Румунија                  | палим борцима Прве српске добровољачке дивизије на фронту у Добруџи                               | 1926.                       |                                                |
|                                                            | Спомен-костурница у Рогатици                        | Рогатица, Босна и Херцеговина       | Погинулим српским и црногорским војницима у борбама за ослобођење 1914. године у срезу Рогатичком | 1930-1933.                  |                                                |
|                                                            | Српско војничко гробље у Тијеу                      | Париз, Француска                    |                                                                                                   | 1931.                       |                                                |
|                                                            | Спомен-капела у Вардишту                            | Доње Вардиште, Босна и Херцеговина  | Погинулим српским војницима                                                                       | 1932.                       |                                                |
|                                                            | Маузолеј-костурница на острву Виду                  | Видо, Грчка                         | Албанска голгота                                                                                  | Николај Краснов 1938.       |                                                |
|                                                            | Споменик Таковцима                                  | Тирана, Албанија                    | Изгинулим борцима пешадијског пука моравске бригаде у балканским ратовима                         | 1939.                       | Сахрањено и 222 ратника из Првог светског рата |
|                                                            | Српско војничко гробље                              | Јиндриховице, Чешка                 | Логор Јиндриховице                                                                                |                             |                                                |
|                                                            | Војно гробље у Маутхаузену                          | Маутхаузен, Аустрија                | Логор Маутхаузен                                                                                  |                             |                                                |
|                                                            | Војно гробље у Вељком Медјеру                       | Вељки Медјер, Словачка              | Логор Нађмеђер                                                                                    |                             |                                                |
|                                                            | Спомен обележје у Логору Шопроњек                   | Некенмаркт, Аустрија                | Логор Шопроњек                                                                                    |                             |                                                |
|                                                            | Српско гробље у Фрауенкирхену                       | Фрауенкирхен, Аустрија              | Логор Болдогасоњ                                                                                  |                             |                                                |
|                                                            | Српско војно гробље у Битољу                        | Битољ, Северна Македонија           | Погинулим у балканским и Првом светском рату                                                      |                             |                                                |
|                                                            | Кривопаланачка костурница                           | Крива Паланка, Северна Македонија   | Погинулим у балканским и Првом светском рату                                                      |                             | Обновљена 2004.                                |
|                                                            | Српско војно гробље у Добровенима                   | Добровени, Северна Македонија       | Солунски фронт                                                                                    |                             |                                                |
|                                                            | Српско војничко гробље у Скочивиру                  | Скочивир, Северна Македонија        | Солунски фронт (Освајање Кајмакчалана)                                                            |                             |                                                |
|                                                            | Српско војничко гробље код Скочивира                | близу Скочивира, Северна Македонија | Солунски фронт (Освајање Кајмакчалана)                                                            |                             |                                                |
|                                                            | Спомен костурница у Удову                           | Удово, Северна Македонија           | Валандовски покољ                                                                                 | 1936.                       |                                                |
|                                                            | Спомен костурница Горњи Манастирец                  | Манастирец, Северна Македонија      | Масакр крај Дервишке њиве                                                                         |                             |                                                |
|                                                            | Споменик српским војницима у селу Гардерену         | Гардерен, Холандија                 | Шпанска грозница                                                                                  | 1938.                       |                                                |
|                                                            | Спомен костурница палим Југословенима               | Барлета, Италија                    | Погинулим Југословенима у Првом и Другом светском рату                                            | Душан Џамоња 1968–1970.     |                                                |

## Споменици, маузолеји и меморијали
| Споменици, маузолеји, спомен цркве и капеле посвећене жртвама и борцима Првог светског рата | |                           | |                                          |                                                                |
| Слика                                                                                       | назив меморијалног комплекса                                                                           | локација                  | посвећен | аутор/и и година постављања              | напомена                                                       |
|                                                                                             | Споменик бранитељима Београда                                                                          | Београд                   | Пад Београда | 1915.                                    | Подигнут по захтеву Аугуст фон Макензена, немачког фелдмаршала |
|                                                                                             | Споменик умрлим од тифуса у Нишу                                                                       | Ниш                       | Епидемија тифуса у Србији 1914—1915.                                                                                                | 1915.                                    |                                                                |
|                                                                                             | Споменик стрељаним родољубима из Борче                                                                 | Панчево                   | Родољубима из Борче, који су на том месту стрељани 23. септембра 1914. године                                                       | 1920.                                    |                                                                |
|                                                                                             | Споменик жртвама Првог светског рата у Орловату                                                        | Зрењанин                  | Погинулим ратницима | 1921.                                    |                                                                |
|                                                                                             | Споменик палим ратницима у Ћуприји                                                                     | Ћуприја                   | Погинулим ратницима 1912—1918. године                                                                                               | 1922.                                    |                                                                |
|                                                                                             | Споменик погинулим и помрлим Штитарцима                                                                | Штитар                    | Погинулим ратницима 1912—1918. године                                                                                               | 1922.                                    |                                                                |
|                                                                                             | Споменик трећепозивцима                                                                                | Београд                   | Војницима старијим од 45 година, трећепозивцима, страдалим у Првом светском рату.                                                   | Стаменко Ђурђевић 1923.                  |                                                                |
|                                                                                             | Поље Легет                                                                                             | Шашинци                   | Битка код Чеврнтије | 1923.                                    | од 1991. знаменито место од великог значаја                    |
|                                                                                             | Споменик српским војницима 1912-1918 у Пожаревцу                                                       | Пожаревац                 | Погинулим ратницима 1912—1918. године                                                                                               | 1923.                                    |                                                                |
|                                                                                             | Споменик српским добровољцима из Првог светског рата                                                   | Ново Милошево             | Српским добровољцима, од којих су неки погинули на Солунском фронту                                                                 | 1924.                                    |                                                                |
|                                                                                             | Споменик ратницима Првог светског рата                                                                 | Ковиљ                     | Освајање Кајмакчалана | 1924.                                    | од 1991. споменик културе од великог значаја                   |
|                                                                                             | Споменик борцима општине Попучанске                                                                    | Ваљево                    | Погинулим ратницима 1912—1918. године                                                                                               | 1924.                                    |                                                                |
|                                                                                             | Споменик палим ратницима 1912—1918.                                                                    | Младеновац                | Погинулим ратницима 1912—1918. године                                                                                               | Михаило Миловановић 1926.                |                                                                |
|                                                                                             | Споменик палим борцима у Првом светском рату                                                           | Смедерево                 | Погинулим ратницима | 1926.                                    |                                                                |
|                                                                                             | Споменик палим борцима                                                                                 | Грачаница                 | Погинулим ратницима 1912—1918. године                                                                                               | 1926.                                    |                                                                |
|                                                                                             | Споменик јунацима Парохије сирчанске                                                                   | Сирча                     | Погинулим ратницима 1912—1920. године                                                                                               | 1926.                                    |                                                                |
|                                                                                             | Споменик палим за отаџбину 1912—1918.                                                                  | Лесковац                  | Погинулим ратницима 1912—1918. године                                                                                               | Драгомир Арамбашић 1927.                 |                                                                |
|                                                                                             | Споменик Тимочке дивизије                                                                              | пут Лесковац - Власотинце | | 1927.                                    |                                                                |
|                                                                                             | Споменик изгинулим Црнотравцима                                                                        | Црна Трава                | Погинулим ратницима 1912—1918. године                                                                                               | 1927.                                    |                                                                |
|                                                                                             | Споменик ратницима Првог светског рата у Јагодини                                                      | Јагодина                  | Погинулим ратницима у борбама 1915. године                                                                                          | 1927.                                    |                                                                |
|                                                                                             | Споменик јеврејским ратницима                                                                          | Београд                   | Погинулим ратницима 1912—1918. | 1927.                                    |                                                                |
|                                                                                             | Пашина чесма                                                                                           | Београд                   | Погинулим ратницима 1912—1918. године из Малог Мокрог Луга                                                                          | Плоча додата 1927.                       |                                                                |
|                                                                                             | Трећепозивачка чесма                                                                                   | Београд                   | Војницима трећепозивцима страдалим у Првом светском рату.                                                                           | 1927.                                    |                                                                |
|                                                                                             | Победник                                                                                               | Београд                   | Солунски фронт | Иван Мештровић 1928.                     |                                                                |
|                                                                                             | Осматрачница српске врховне команде на Кајмакчалану                                                    | Београд                   | Солунски фронт (Освајање Кајмакчалана)                                                                                              | Пренето 1928.                            |                                                                |
|                                                                                             | Споменик ратницима палим у Првом светском рату                                                         | Параћин                   | Погинулим ратницима | 1928.                                    |                                                                |
|                                                                                             | Споменик палим борцима Ромима у балканским и оба свјетска рата                                         | Београд                   | Погинулим у балканским, Првом и Другом светском рату                                                                                |                                          |                                                                |
|                                                                                             | Спомен-чесма                                                                                           | Бељина                    | Погинулим ратницима 1912—1918. године                                                                                               |                                          |                                                                |
|                                                                                             | Споменик српским ратницима 1912-1918. у Полумиру                                                       | Церје                     | Погинулим ратницима 1912—1918. године                                                                                               | 1930.                                    |                                                                |
|                                                                                             | Споменик на скверу                                                                                     | Јагодина                  | Погинулим ратницима 1912—1918. године                                                                                               | Франо Менегело Динчић 1930.              |                                                                |
|                                                                                             | Споменик палим борцима                                                                                 | Неготин                   | Погинулим ратницима 1912—1918. године                                                                                               | 1930.                                    |                                                                |
|                                                                                             | Споменик палим Шумадинцима                                                                             | Крагујевац                | Погинулим у ратовима за ослобођење 1804—1918. године                                                                                | Антун Аугустинчић 1932.                  |                                                                |
|                                                                                             | Споменик палим родољубима у ослободилачким ратовима Србије                                             | Власотинце                | Погинулим ратницима 1809—1918. године                                                                                               | Николај Краснов 1932.                    |                                                                |
|                                                                                             | Споменик палим Топличанима у ратовима 1912—1918. године                                                | Прокупље                  | Погинулим у ратовима 1912—1918. године (Топлички устанак)                                                                           | Франо Менегело Динчић 1934.              |                                                                |
|                                                                                             | Споменик српском војнику                                                                               | Краљево                   | Погинулим у балканским и Првом светском рату                                                                                        | 1934.                                    |                                                                |
|                                                                                             | Споменик изгинулим и умрлим борцима у ратовима 1912—1920.                                              | Сараорци                  | Погинулим ратницима 1912—1920. године                                                                                               |                                          |                                                                |
|                                                                                             | Споменик ратницима 1912—1918. године                                                                   | Бранковина                | Погинулим ратницима 1912—1918. године                                                                                               |                                          | од 1979. знаменито место од великог значаја                    |
|                                                                                             | Споменик палим ратницима из Тимочке крајине у ратовима 1912-1918                                       | Зајечар                   | Погинулим ратницима 1912—1918. године                                                                                               | Франо Менегело Динчић                    |                                                                |
|                                                                                             | Споменик палим борцима 1912—1918. године                                                               | Доњи Милановац            | Погинулим ратницима 1912—1918. године                                                                                               |                                          |                                                                |
|                                                                                             | Споменик палим борцима 1912—1918. године                                                               | Бучје                     | Погинулим ратницима 1912—1918. године                                                                                               |                                          |                                                                |
|                                                                                             | Споменика изгинулим, помрлим и несталим Марковчанима за ослобођење и уједињење                         | Марковац                  | Погинулим ратницима 1912—1918. године                                                                                               |                                          |                                                                |
|                                                                                             | Споменик палим ратницима за краља и отаџбину                                                           | Уб                        | Погинулим ратницима 1912—1918. године                                                                                               |                                          |                                                                |
|                                                                                             | Споменик палим борцима 1912—1918. године                                                               | Велики Шиљеговац          | Погинулим ратницима 1912—1918. године                                                                                               |                                          |                                                                |
|                                                                                             | Споменик палим борцима 1912—1918. године                                                               | Аранђеловац               | Погинулим ратницима 1912—1918. године                                                                                               |                                          |                                                                |
|                                                                                             | Споменик палим борцима 1912—1918. године                                                               | Топола                    | Погинулим ратницима 1912—1918. године                                                                                               |                                          |                                                                |
|                                                                                             | Споменик палим борцима 1912—1918. године (Мара Ресавкиња)                                              | Свилајнац                 | Погинулим ратницима 1912—1918. године                                                                                               |                                          |                                                                |
|                                                                                             | Споменик славно палим борцима за народ и отаџбину                                                      | Кисиљево                  | Погинулим ратницима 1912—1918. године                                                                                               |                                          |                                                                |
|                                                                                             | Споменик палим борцима 1912—1918. године                                                               | Мајиловац                 | Погинулим ратницима 1912—1918. године                                                                                               |                                          |                                                                |
|                                                                                             | Споменик славно палим борцима за ослобођење и уједињење                                                | Велико Градиште           | Погинулим ратницима 1912—1919. године                                                                                               |                                          |                                                                |
|                                                                                             | Споменик изгинулим Кладовљанима                                                                        | Кладово                   | Погинулим ратницима 1912—1919. године                                                                                               |                                          |                                                                |
|                                                                                             | Надгробни споменик борцима из Првог светског рата и жртвама фашистичког терора из Другог светског рата | Панчево                   | Погинулим у Првом и Другом светском рату                                                                                            |                                          |                                                                |
|                                                                                             | Спомен-црква Светог Јована Главосека у Крупцу                                                          | Пирот                     | Погинулим ратницима 1876—1877. и 1912—1918. године                                                                                  |                                          |                                                                |
|                                                                                             | Споменик ратницима и борцима у Рипњу                                                                   | Београд                   | Ратницима 1912—1918. и борцима 1941—1945. године                                                                                    |                                          |                                                                |
|                                                                                             | Споменик ослободиоцима Ниша                                                                            | Ниш                       | Посвећен ослобођењу Ниша од Турака и родољубима из Првог светског рата                                                              | Антун Аугустинчић 1937.                  |                                                                |
|                                                                                             | Споменик Незнаном јунаку                                                                               | Авала                     | Маузолеј на месту споменика непознатог ратника; симболично место одавања почасти свим палим ратницима у ратовима 1912-1918. године. | Иван Мештровић 1938.                     | од 1987. споменик културе од изузетног значаја                 |
|                                                                                             | Споменик на Рајцу                                                                                      | Сувобор                   | 1300 каплара | Миладин Пећинар 1970.                    |                                                                |
|                                                                                             | Пут 1300 каплара                                                                                       | Крагујевац                | 1300 каплара |                                          |                                                                |
|                                                                                             | Споменик крајпуташ ђацима капларима                                                                    | Горњи Милановац           | 1300 каплара |                                          |                                                                |
|                                                                                             | Споменик „Вардарцима”                                                                                  | Село Костолац             | Солунски фронт |                                          |                                                                |
|                                                                                             | Споменик палим борцима                                                                                 | Сићево                    | Погинулим у Првом и Другом светском рату                                                                                            |                                          |                                                                |
|                                                                                             | Споменик палим за отаџбину у Јунковцу                                                                  | Лазаревац                 | Погинулим ратницима |                                          |                                                                |
|                                                                                             | Споменик борцима из Првог и Другог светског рата                                                       | Моравац                   | Погинулим у Првом и Другом светском рату                                                                                            |                                          |                                                                |
|                                                                                             | Споменик жртвама из Првог и Другог светског рата                                                       | Трстеник                  | Погинулим у Првом и Другом светском рату                                                                                            |                                          |                                                                |
|                                                                                             | | Брус                      | Ослобођење Бруса од стране Расинске бриграде                                                                                        |                                          |                                                                |
|                                                                                             | Споменик палим борцима у Првом светском рату                                                           | Предворица                | Погинулим ратницима |                                          |                                                                |
|                                                                                             | Споменик палим борцима у Ветернику                                                                     | Нови Сад                  | Погинулим у балканским, Првом и Другом светском рату                                                                                |                                          |                                                                |
|                                                                                             | Споменик жртвама за народно ослобођење и уједињење                                                     | Доња Шаторња              | Погинулим у балканским, Првом и Другом светском рату                                                                                |                                          |                                                                |
|                                                                                             | Споменик борцима за ослобођење Бабушнице                                                               | Бабушница                 | Погинулим у балканским, Првом и Другом светском рату                                                                                |                                          |                                                                |
|                                                                                             | Споменик у Бобишту                                                                                     | Бобиште                   | Погинулим у Првом и Другом светском рату                                                                                            | 1983.                                    |                                                                |
|                                                                                             | Спомен обележје Варовнице                                                                              | Шепшин                    | Колубарска битка (Космајско-Варовничка битка)                                                                                       | 1984.                                    |                                                                |
|                                                                                             | Споменик палим борцима у Првом и Другом светском рату                                                  | Давидовац                 | Погинулим у Првом и Другом светском рату                                                                                            | Миомир Стевановић 1986.                  |                                                                |
|                                                                                             | Споменик браниоцима Београда 1915.                                                                     | Београд                   | Пад Београда | Никола Коља Милуновић 1988.              |                                                                |
|                                                                                             | Споменик српским ратницима у Лазаревцу                                                                 | Лазаревац                 | Погинулим ратницима 1912—1918. године                                                                                               | Драган Николић 1994.                     |                                                                |
|                                                                                             | Споменик ратницима 1912-1918.                                                                          | Крушевац                  | Погинулим ратницима 1912—1918. године                                                                                               | 1993.                                    |                                                                |
|                                                                                             | Споменик у Јанкиној падини                                                                             | Кременица                 | Жртвама током бугарске окупације | 1995.                                    |                                                                |
|                                                                                             | Спомен соба Топлички устанак                                                                           | Прокупље                  | Топлички устанак | 2002.                                    |                                                                |
|                                                                                             | Споменик ратних одликовања града Шапца                                                                 | Шабац                     | Ратним одликовањима града | Милисав–Мија Томанић 2008.               |                                                                |
|                                                                                             | Меморијална галерија битке на Дрини 1914.                                                              | Бања Ковиљача             | Битка на Дрини | 2012.                                    |                                                                |
|                                                                                             | Споменик носиоцима Карађорђеве звезде                                                                  | Обреновац                 | Ратницима 1912—1918. одликованим Карађорђевом звездом                                                                               | 2012.                                    |                                                                |
|                                                                                             | Спомен-чесма                                                                                           | Шабац                     | Церска битка | 2014.                                    |                                                                |
|                                                                                             | Спомен-обележје руским и српским ратницима из Првог светског рата                                      | Београд                   | | 2014.                                    |                                                                |
|                                                                                             | Споменик српском добровољцу у Ветернику                                                                | Нови Сад                  | Солунски фронт | 2018.                                    |                                                                |
|                                                                                             | Споменик Великој победи (Велика Србија)                                                                | Ужице                     | Ослобођење Ужица | Владимир Лојаница Светомир Радовић 2018. |                                                                |
|                                                                                             | Споменик Мари Ресавкињи                                                                                | Свилајнац                 | Палим ратницима вароши Свилајнца од 1912. до 1918. године                                                                           | Иван Зајц Лојзе Долинар 1926/1951.       |                                                                |

### Изван граница данашње Србије
| Споменици, маузолеји, спомен цркве и капеле посвећене жртвама и борцима Првог светског рата |                                           |                                 |                                        |                             |          |
| Слика                                                                                       | назив меморијалног комплекса              | локација                        | посвећен                               | аутор/и и година постављања | напомена |
|                                                                                             | Спомен-црква Ваведења Пресвете Богородице | Битољ, Северна Македонија       | Погинулим ратницима                    | 1927.                       |          |
|                                                                                             | Црква Светог Петра                        | Кајмакчалан, Северна Македонија | Солунски фронт (Освајање Кајмакчалана) | 1928.                       |          |
|                                                                                             | Споменик палим борцима Тимочке дивизије   | Мегленске планине, Грчка        | Солунски фронт (Освајање Кајмакчалана) |                             |          |
|                                                                                             | Споменик Бачком батаљону                  | Скопље, Северна Македонија      |                                        | Срушен 1941.                |          |
|                                                                                             | Споменик у Долговцу                       | Долговац, Северна Македонија    | Бугарски покољ                         |                             |          |
|                                                                                             | Споменик добровољцима потпљеним у луци    | Свети Јован Медовски, Албанија  | Албанска голгота                       |                             |          |
|                                                                                             | Споменик помрлим српским ратницима у Арти | Валона, Албанија                | Албанска голгота                       |                             |          |
|                                                                                             | Споменик ослободиоцима Требиња            | Требиње, Босна и Херцеговина    | Вешање цивила и ослобођење Требиња     | Јован Дучић 1938.           |          |
|                                                                                             | Српска кућа                               | Крф, Грчка                      | Албанска голгота                       | 1993.                       |          |

## Споменици истакнутим појединцима
| Споменици истакнутим појединцима у борби током Првог светског рата |                                    |                 |                             |                                    |
| Слика                                                              | личност                            | локација        | аутор/и и година постављања | напомена                           |
|                                                                    | Војин Поповић (војвода Вук) детаљи | Београд         | Ђорђе Јовановић 1922.       |                                    |
|                                                                    | Вукоман Арачић                     | Јанчићи         | 1937.                       |                                    |
|                                                                    | Александар I Карађорђевић детаљи   | Сомбор          | Антун Аугустинчић 1940.     | Срушен                             |
|                                                                    | Димитрије Туцовић детаљи           | Београд         | Стеван Боднаров 1949.       |                                    |
|                                                                    | Милутин Бојић детаљи               | Београд         | 1977.                       |                                    |
|                                                                    | Живојин Мишић детаљи               | Мионица         | Дринка Радовановић 1988.    |                                    |
|                                                                    | Живојин Мишић                      | Ваљево          |                             |                                    |
|                                                                    | Степа Степановић детаљи            | Београд         | Дринка Радовановић          |                                    |
|                                                                    | Степа Степановић детаљи            | Чачак           |                             |                                    |
|                                                                    | Степа Степановић                   | Лозница         |                             |                                    |
|                                                                    | Павле Јуришић Штурм                | Лозница         |                             |                                    |
|                                                                    | Драгомир Дражевић                  | Горњи Милановац |                             |                                    |
|                                                                    | Миодраг Борисављевић               | Апатин          |                             |                                    |
|                                                                    | Радомир Путник детаљи              | Београд         | Дринка Радовановић 1990.    |                                    |
|                                                                    | Радомир Путник детаљи              | Крагујевац      | Дринка Радовановић 1992.    |                                    |
|                                                                    | Петар Бојовић детаљи               | Београд         | Дринка Радовановић 1993.    |                                    |
|                                                                    | Петар Бојовић                      | Ниш             | Дринка Радовановић          |                                    |
|                                                                    | Драгиша Мишовић                    | Чачак           |                             |                                    |
|                                                                    | Александар Костић                  | Београд         |                             |                                    |
|                                                                    | Радоје Љутовац                     | Трстеник        |                             |                                    |
|                                                                    | Милунка Савић                      | Јошаничка Бања  | 1995.                       |                                    |
|                                                                    | Живко Павловић                     | Београд         | 2002.                       |                                    |
|                                                                    | Александар I Карађорђевић детаљи   | Ниш             | Зоран Ивановић 2004.        |                                    |
|                                                                    | Миладин Пећинар                    | Златибор        | 2004.                       |                                    |
|                                                                    | Петар I Карађорђевић               | Зрењанин        | Зоран Јездимировић 2005.    | Обнова споменика из 1924-1928.     |
|                                                                    | Крста Смиљанић                     | Златибор        | 2008.                       |                                    |
|                                                                    | Драгутин Матић                     | Београд         | 2014.                       | Комеморативна плоча на Дому војске |
|                                                                    | Петар I Карађорђевић детаљи        | Нови Сад        | 2018.                       |                                    |
|                                                                    | Милунка Савић                      | Инђија          | 2018.                       |                                    |
|                                                                    | Миљко Танасијевић                  | Заблаће         | 2018.                       |                                    |
|                                                                    | Петар I Карађорђевић               | Кикинда         | Дринка Радовановић 2021.    |                                    |

### Изван граница данашње Србије
| Споменици истакнутим појединцима у борби током Првог светског рата |                                                       |                                |                             |                           |
| Слика                                                              | личност                                               | локација                       | аутор/и и година постављања | напомена                  |
|                                                                    | Петар I Карађорђевић                                  | Сјеверско, Босна и Херцеговина | 1925.                       |                           |
|                                                                    | Јован Бабунски                                        | Велес, Северна Македонија      |                             |                           |
|                                                                    | Петар I Карађорђевић Александар I Карађорђевић        | Скопље, Северна Македонија     | Антун Аугустинчић ~1930.    | Срушени                   |
|                                                                    | Петар I Карађорђевић Александар I Карађорђевић детаљи | Париз, Француска               | Максим Реал дел Сарт 1936.  |                           |
|                                                                    | Божидар Масларић                                      | Даљ, Хрватска                  | 1985.                       |                           |
|                                                                    | Петар I Карађорђевић детаљи                           | Бијељина, Босна и Херцеговина  | Зоран Јездимировић 1993.    | Обнова споменика из 1927. |
|                                                                    | Петар I Карађорђевић                                  | Требиње, Босна и Херцеговина   |                             |                           |

## Споменици страним држављанима
| Споменици захвалности страним држављанима због пружене помоћи и сарадње током Првог светског рата |                                       |            |                                                                               |                             |                                                            |
| Слика                                                                                             | назив споменика                       | локација   | посвећен                                                                      | аутор/и и година постављања | напомена                                                   |
|                                                                                                   | Петроварадинско војно гробље          | Нови Сад   | Руским војницима                                                              | 1929.                       |                                                            |
|                                                                                                   | Спомен-чесма „Црквенац“               | Младеновац | Елси Инглис и Шкотланђанкама које су лечиле и неговале рањенике српске војске | 1915.                       |                                                            |
|                                                                                                   | Споменик захвалности Француској       | Београд    | Међусобној помоћи и узајамној сарадњи Србије и Француске                      | Иван Мештровић 1930.        | од 1983. споменик културе од великог значаја               |
|                                                                                                   | Споменик Арчибалду Рајсу              | Београд    | Арчибалд Рајс                                                                 | Марко Брежани 1931.         |                                                            |
|                                                                                                   | Споменик руске славе (Руски Некропољ) | Београд    | Императору Николају II и руским војницима                                     | Роман Верховски 1935.       | од 1983. споменик културе од великог значаја (Ново гробље) |